# Tommy Johnson (futbolista)
Thomas Johnson (Gateshead, Inglaterra, 15 de enero de 1971) fue un futbolista inglés. Jugó de delantero. 

## Selección nacional
Fue internacional con la Selección de fútbol de Inglaterra Sub-21.

## Clubes
| Club                | País       | Año       |
| ------------------- | ---------- | --------- |
| Notts County        | Inglaterra | 1989-1992 |
| Derby County        | Inglaterra | 1992-1995 |
| Aston Villa         | Inglaterra | 1995-1997 |
| Celtic FC           | Escocia    | 1997-1999 |
| Everton FC          | Inglaterra | 1999      |
| Celtic FC           | Escocia    | 1999-2001 |
| Sheffield Wednesday | Inglaterra | 2001      |
| Kilmarnock FC       | Escocia    | 2001-2002 |
| Gillingham FC       | Inglaterra | 2002-2005 |
| Sheffield United    | Inglaterra | 2005      |
| Scunthorpe United   | Inglaterra | 2005-2006 |
| Tamworth FC         | Inglaterra | 2006      |
| Rocester FC         | Inglaterra | 2006-2007 |

## Palmarés

### Campeonatos nacionales
| Título                     | Club        | País       | Año  |
| -------------------------- | ----------- | ---------- | ---- |
| Copa de la Liga Inglesa    | Aston Villa | Inglaterra | 1996 |
| Liga Premier de Escocia    | Celtic FC   | Escocia    | 1998 |
| Liga Premier de Escocia    | Celtic FC   | Escocia    | 2001 |
| Copa de la Liga de Escocia | Celtic FC   | Escocia    | 2001 |
| Copa de Escocia            | Celtic FC   | Escocia    | 2001 |